# 西谷村 (新潟県)
西谷村（にしだにむら）は、かつて新潟県古志郡にあった村。

## 沿革
- 1889年（明治22年）4月1日 - 町村制施行に伴い古志郡中村、西野俣村、木山沢村、田之口村、森上村が合併し、西谷村が発足。
- 1955年（昭和30年）3月31日 - 栃尾市に編入され消滅。